# Acartia bilobata
Acartia bilobata is een eenoogkreeftjessoort uit de familie van de Acartiidae. De wetenschappelijke naam van de soort is voor het eerst geldig gepubliceerd in 1970 door Abraham.